# Каничана
Каничана (Canichana, Kanichana) — изолированный мёртвый индейский язык, на котором раньше говорил народ каничана, проживающий в низменностях штата Бени в Боливии. По состоянию на 1991 год, насчитывалось 500 человек народа каничана, но только 20 говорили на каничана; в 2000 году было 583 человека каничана, но язык уже был мёртвым.